# Scorn (відеогра)
Scorn (укр. Зневага, презирство) — відогра у жанрі survival horror з елементами пригодницької гри, розроблена сербською студією Ebb Software. Відогра відрізняється незвичайним візуальним стилем, натхненним роботами Ганса Ґігера та Здзіслава Бексінського. Реліз гри відбувся 14 жовтня 2022 року для Windows та Xbox Series X/S.

## Ігровий процес
Гравець керує головним героєм, переглядаючи гру від першої особи; герой опиняється на самоті в чужому і страшному світі. Scorn є нелінійною грою, що складається з кількох взаємопов'язаних частин, кожна зі своїми унікальними персонажами та головоломками — гравець може переміщатися між ними в тому порядку, в якому забажає. Кожна з цих областей містить свій фрагмент загальної розповіді; гравець повинен шукати у світі гри певні ресурси та піклуватися про обмежений інвентар. У грі немає неінтерактивних сцен — гравець має можливість керувати персонажем і повинен уважно стежити за тим, що відбувається навколо нього, щоб не пропустити нічого важливого. Персонаж використовує зброю, що нагадує пістолети та дробовики, але частково ця зброя складається з живих організмів; вона пульсує і ворушиться, а процес перезаряджання чи зміни зброї нагадує годівлю чи роботу хірурга. Незважаючи на незвичайність зброї, вона використовує набої з порохом та працює за тим же принципом, що і звичайна вогнепальна зброя.

## Сюжет

### Дія
У пролозі протагоніст-гуманоїд прокидається і намагається перетнути пустку, прямуючи до вежі, яку видно здалеку. Дорогою він отримує рушницю, а потім падає у величезну тріщину.
Основна частина починається з того, що другий аналогічний протагоніст виходить із яйцеподібної кокона. Він знаходить машину, що вживлює йому в ліву руку пристрій для відчинення дверей. Далі він тікає зі своєрідного інкубатора та потрапляє в транспортний вузол, заражений паразитами, що вкривають механізми довкола плоттю, перешкоджаючи їхньому функціонуванню. Згодом протагоніст зазнає нападу паразита, що чіпляється йому на спину та проростає в тіло відростками. Паразит при цьому забезпечує його рушницею. Протагоніст досягає центрального ліфта, оточеного величезною істотою з головою, схожою на людську. Він змушений шукати обхідний шлях, щоб продовжити рух ліфта, яким потрапляє на поверхню та прямує до вежі, яка раніше виднілася здалеку.
Досліджуючи храм, протагоніст знаходить машину, якою видаляє паразита. Під час цього процесу натякається, що паразитом став перший протагоніст. Роботи під'єднують пораненого протагоніста до мережі плоті і він отримує змогу керувати роботами. Він несе власне тіло до тунелю, що веде в туман, повз подібних істот. У тунелі на нього знову нападає паразит і обоє зростаються в кокон.

### Трактування сюжету
Згідно з сайтом DualShockers, світ гри має багато натяків на вагітність, пологи та продовження роду. Разом з тим майже всі персонажі, що зустрічаються впродовж сюжету, асоціюються з чоловічою статтю. Світ Scorn позбавлений жіночого початку, він однобокий у своєму існуванні, звідки й його проблеми. Інша провідна тема — це егоїстична боротьба за виживання, в якій протагоніст та паразит намагаються кожен досягнути своєї мети, при цьому прагнучи вбити один одного. Суспільство в Scorn явно поділене на класи і кінцева мета, куди прямує протагоніст, просто не призначена для такої нікчемної істоти, як він. Створіння його типу, літерально існують тільки для того, щоб підживлювати еліту, і вся їхня подорож заздалегідь приречена на провал. Гру можна крім того розглядати як алегорію раку. Різні акти гри можна тлумачити як різні частини тіла (серце в Акті I, кишківник у Акті IV, мозок у Акті V), уражені пухлиною. Герой, що народився в «раковій» частині світу/тіла, прямує до незараженої, але приносить хворобу й туди.
У Cultures Vultures вказували, що провідною темою в Scorn є батьківство. Багато середовищ виглядають як пологові шляхи, а багато інструментів фалічної форми. Деякі з ворогів виглядають, як зародки. Істота в Акті 4 біля ліфту позначає материнську фігуру (на ній можна помітити слід кесаревого розтину). Цивілізація в світі гри створила механізм продукування індивідів, яким заздалегідь відведене місце в суспільстві. Але протагоніст хоче бути самим собою у власному світі. Його «батьки», не бажають цього сприймати, вони силоміць душать самовираження. З огляду на це символічно, що губи протагоніста зрощені, тобто, він не може нічого сказати. Як наслідок, суспільство в Scorn приречене на повторення своїх помилок.

## Розробка
Scorn — твір сербського розробника Любомира Пеклара; 2013 року він почав займатися проєктом своєї мрії і зумів зібрати навколо себе достатньо однодумців, щоб заснувати для розробки гри власну студію. За словами Пеклара, двома найважливішими джерелами натхнення для Scorn були роботи художників Ганса Ґігера та Здзіслава Бексінського. Крім цього, Пеклар вказував як джерела натхнення стрічки Девіда Кроненберга, Даріо Ардженто, Девіда Лінча, Джона Карпентера та Алехандро Ходоровського, книги Говарда Лавкрафта, Клайва Баркера, Томаса Ліготті, Джеймса Балларда, Станіслава Лема, Франца Кафки, а також філософів Альбера Камю та Мартіна Гайдеггера ; взірцями для наслідування серед ігор були Silent Hill, Resident Evil та Metroid Prime. Пеклару насилу вдавалося знаходити художників за концепт-артами, які втілювали б саме те, що він хоче — у більшості людей швидко закінчувалася фантазія, і вони приймалися малювати «великі зуби, великі очі та якихось жуків», тоді як Пеклар вимагав більше дивних та незвичайних образів.
Світ Scorn був задуманий як біомеханічний, живий, де практично не було б прямих ліній, і коридор перетворювався б на ребристий стравохід, двері — на зубасті пащі, колони складалися б з м'язів і кісток. Розробники зібрали велику бібліотеку зображень із різних джерел — від медичних посібників до документальних стрічок про природу; у процесі створення образу гри вони деформували, комбінували і перебільшували форми, домагаючись найбільш вражаючих образів. На думку Пеклара, люди привчені цінувати зовнішню красу тіла, а внутрішні органи, кістки та тканини сприймати як огидні. У той же час розробники намагалися уникати перенасичення та захаращення простору деталями. Одним із перших образів, створених для гри, був головний герой — він мав займати центральне місце у світі. Світ гри містить і монументальні конструкції, які передають відчуття великих просторів, покинутих мешканцями. З погляду Пеклара, важливо, щоб гра розповідала історію через оточення — світ та атмосферу, на зразок того, як це роблять ігри на зразок Shadow of the Colossus або Journey; саме цим обумовлено відсутність у грі неінтерактивних катсцен. За словами Пеклара, комп'ютерні ігри спочатку залучили його як новий спосіб розповідати історії, що поєднує в собі прийоми музики, літератури і кіно, але ставить в основу інтерактивність.
Ebb Studio випустила перший трейлер Scorn у листопаді 2014 року; за цим пішла невдала краудфандингова кампанія на сайті Kickstarter — студії вдалося зібрати лише невелику частину потрібних коштів. Ще до анонсу студія поширила в мережі концепт-арти гри — розробники вважали, що так привернуть до майбутньої гри більше уваги. Ці концепт-арти — як і вже не пов'язані з Ebb Studio чутки про те, що гру нібито робить американська Bend Studio — привернули цікавість компанії Sony і розробники відправили у відповідь на запит концепцію гри, але не отримали відповіді. У січні 2015 року, через місяць після провалу кампанії, студія «завдяки чистому успіху» отримала фінансування від інвестора і в лютому 2015 року розпочала повноцінну розробку гри. На цей момент передбачалося випустити гру у вигляді двох епізодів — перший з них мав отримати підзаголовок Dasein. Пізніше студія вирішила випустити гру повністю, а не частинами. У 2017 році Ebb Software запустила ще одну краудфандингову кампанію на Kickstarter — цього разу кампанія виявилася успішною: студії вдалося зібрати понад 200 тисяч євро. На 2017 рік над грою працювало 20 осіб.
У травні 2020 року було оголошено, що гра вийде для ігрової консолі Xbox Series X; при цьому вона повинна працювати в роздільній здатності 4k, до 120 кадрів в секунду і використовувати апаратне трасування променів.
13 червня 2021 року на презентації Microsoft (Xbox & Bethesda) на E3 2021 глава Xbox Філ Спенсер представив список ігор, які будуть присутні в Xbox Game Pass; серед них була і Scorn з анонсованою датою виходу на осінь 2021 року.
У вересні 2021 року студія повідомила про перенесення гри на 2022. Реліз гри відбувся 14 жовтня 2022 року.

## Відгуки критиків
Scorn одержала змішані оцінки ігрових ресурсів. Версія для персональних комп'ютерів отримала 72 бали зі 100 можливих на сайті Metacritic, ґрунтуючись на 53 рецензіях.
Леана Гафер із IGN похвалила гру за художнє оформлення та ембієнтний саундтрек, але при цьому залишилася розчарована бойовою системою гри.
На думку Алессандро Барбоза з GameSpot «обмежені збереження і незбалансований бій перетворюють велику частину пригоди Scorn на похмуре блукання, руйнуючи багатообіцяючі перші години гри, в яких особлива увага приділяється вирішенню головоломок та атмосфері, а не всьому іншому».
Рецензент видання Game Rant Далтон Купер похвалив візуальну складову проєкту та ігрові анімації, але разом з цим розкритикував заплутану систему ігрових збережень та одноманітні ігрові локації, які роблять проходження Scorn неймовірно втомливим. На його думку гра не дає абсолютно жодних підстав повертатися до неї, а після її проходження «більшість [гравців] радітиме, що все закінчилося».